# شورا كندي
شورا كندي هي قرية في مقاطعة نقدة، إيران. يقدر عدد سكانها بـ 169 نسمة بحسب إحصاء 2016.